# Шестаков, Александр Борисович
Александр Борисович Шестаков (22 ноября 1961, Минск, Белорусская ССР, СССР) — советский и белорусский борец греко-римского стиля, двукратный чемпион СССР, чемпион Европы, двукратный призёр чемпионатов мира, участник Олимпийских игр 1988 года в Сеуле, Мастер спорта СССР международного класса.

## Биография
В феврале 1986 года в Ростове-на-Дону стал бронзовым призёром чемпионата СССР. В январе 1988 в Тбилиси победил на чемпионате страны. В мае того года выиграл чемпионат Европы, опередив болгарина Стояна Балова и венгра Андраша Шике. В сентябре 1988 года в составе сборной СССР учувствовала на Олимпийских играх в Сеуле, где занял 7 место. В январе 1989 года в Минске во второй раз выиграл чемпионат СССР. В 1989 и в 1990 годах на чемпионатах мира дважды становился серебряным призёром. В 1991 году в Запорожье на последнем чемпионат Советского Союза стал вторым. Завершил спортивную карьеру в 1992 году. Является выпускником Гродненского государственного университета имени Янки Купалы.

## Спортивные результаты
- Чемпионат СССР по классической борьбе 1986 — ;
- Чемпионат СССР по классической борьбе 1988 — ;
- Чемпионат Европы по борьбе 1988 — ;
- Олимпийские игры 1988 — 7;
- Чемпионат СССР по классической борьбе 1989 — ;
- Чемпионат мира по борьбе 1989 — ;
- Чемпионат мира по борьбе 1990 — ;
- Чемпионат СССР по классической борьбе 1991 — ;